# Zvi Bar
Pour les articles homonymes, voir Bar.
Zvi Bar (en hébreu : צבי בר, né le 8 octobre 1935 à Kfar Yona) est un homme politique israélien et a été maire de la ville israélienne de Ramat Gan entre 1989 et 2003.

## Biographie
Né à Kfar Yona à l'époque du Mandat, Bar a commandé le bataillon de parachutistes 202 au cours de la guerre des Six Jours[réf. nécessaire]. Plus tard, il a commandé l'école de formation des officiers des Forces de défense israéliennes. En 1973 durant la guerre du Kippour, il a commandé la 820ème brigade, stationnée sur les hauteurs du Golan[réf. nécessaire][Laquelle ?]. Il est ensuite devenu le commandant en second de la police des frontières d'Israël. En 1976, il a obtenu un bachelor en sciences politiques de l'Université Bar-Ilan[pas clair].

## Carrière politique
Bar comme premier maire élu de la Ramat Gan en 1989. Il est venu à l'attention de l'opinion publique israélienne, et a suscité l'approbation  en raison de son leadership et soutien moral[style à revoir] lorsque Ramat Gan a été soumis à des missiles Scud irakiens pendant l'opération Tempête du désert.
Bar a été réélu maire de Ramat Gan à quatre élections consécutives - en 1993, 1998, 2003 et 2008[réf. nécessaire].